# 한글 맞춤법 통일안
한글 맞춤법 통일안( - 法統一案, 발표 당시에는 ‘한글 마춤법 통일안’)은 1933년에 조선어 학회(지금의 한글 학회)가 정한 한글 맞춤법이다. 이 맞춤법은 현재 대한민국과 조선민주주의인민공화국에서 쓰는 맞춤법의 바탕이 되었다. 여기서는 한글 맞춤법 통일안(초판)의 주된 특징과 대한민국의 현행 맞춤법인 ‘한글 맞춤법’(이하 ‘현행 맞춤법’이라 함)과 차이가 나는 부분에 관해 주로 기술하며 필요에 따라 개정판에 대해서도 언급한다.

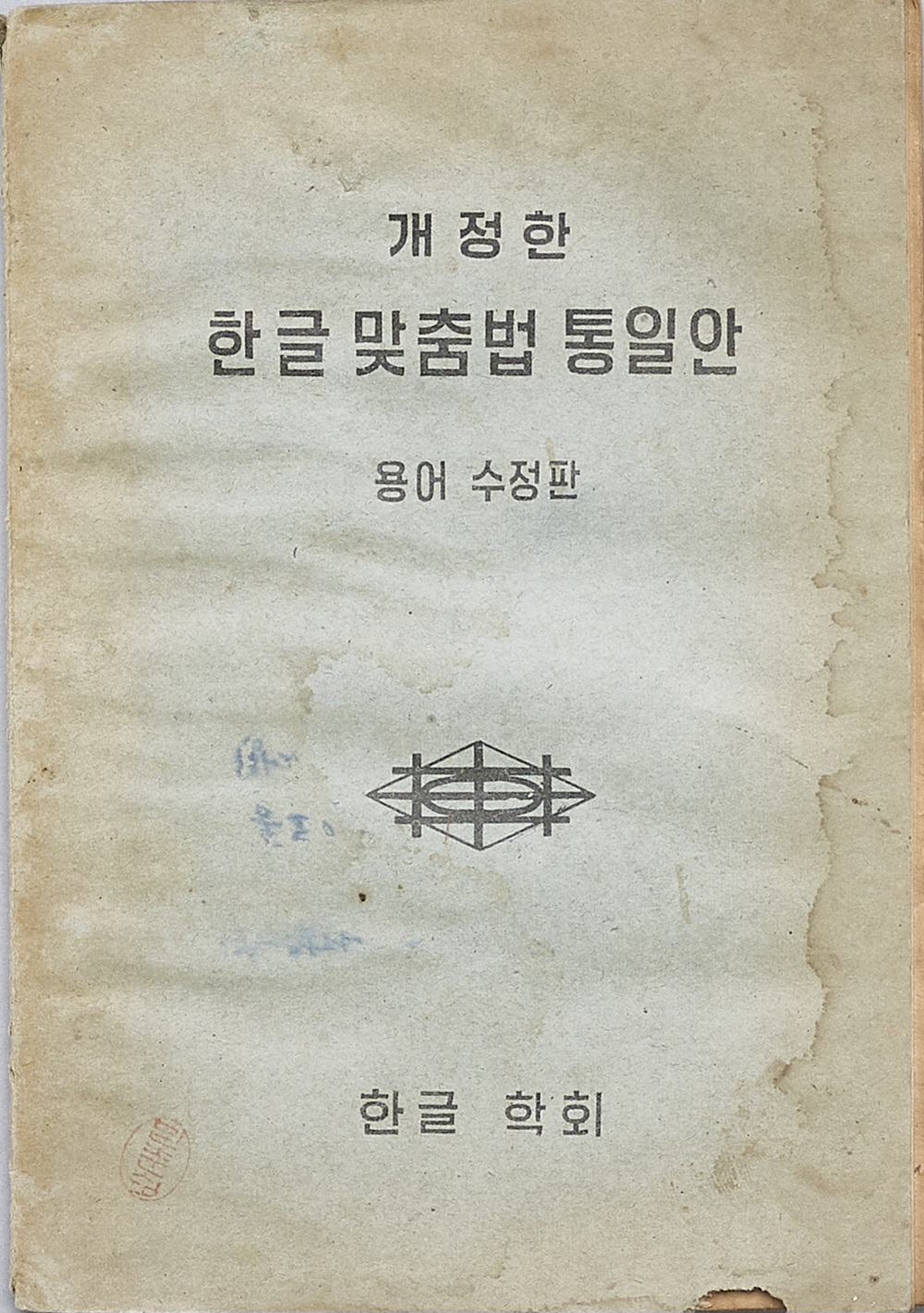
『개정한 한글 맞춤법 통일안』의 표지

## 역사
대한제국에서는 1894년 11월에 칙령 제1호 공문식을 공포하여, 공문서를 국문(한글)으로 적기로 결정한 후 1907년 학부에 국문 연구소를 설치하여 한국어 맞춤법을 정비하는 작업에 들어갔다. 그러나 1910년에 대한제국이 일제의 지배를 받자 이러한 사업은 모두 중단되었고 그 사업은 조선 총독부의 관할 하에 놓이게 되었다. 총독부에서는 1912년에 ‘보통학교용 언문 철자법’을 제정했는데 이는 그 때까지 사용되던 표기법을 최초로 체계적으로 정리한 것이다.
1921년에 조선어 연구회라는 이름으로 발족되고 1931년에 이름을 바꾼 조선어 학회는 1930년 12월 13일의 총회에서 한글 맞춤법 통일안 작성을 결의하였다. 이 과정에서 주시경 등이 주도하는 ‘한글파’와 박승빈 등이 주도하는 ‘정음파’의 주장 간에 대립이 있었다. 한글파는 형태주의, 즉 으뜸꼴을 밝혀 적는 방법을 주장하였으며, 정음파는 표음주의, 즉 소리 나는 대로 적는 방법을 주장하였다. 형태주의란 현재 대한민국의 한글 맞춤법 총칙에 명시되어 있듯이, ‘표준어를 소리나는 대로 적되 어법에 맞도록 함'을 원칙으로 한다는 뜻이다. 된소리의 표기에서 한글파는 각자 병서(ㄲ)를, 정음파는 ㅅ계 합용 병서(ㅺ)를 주장하였다. 결과적으로 통일안에는 대부분 한글파의 주장이 관철되었다.
한글 맞춤법 통일안은 3년 동안의 논의를 거쳐 1933년 10월 29일(당시의 한글날)에 한글 반포 487돌을 기념하여 정식으로 발표되었다. 그 후 1937년, 1940년, 1946년, 1948년, 1958년에 개정을 하였다.

## 내용
한글 맞춤법 통일안의 초판은 총론, 각론, 부록으로 구성되며 각론은 7장 65항으로, 부록은 표준어, 문장 부호 부분으로 나뉘어 있다.

### 자모
자모의 종류와 순서는 현행 맞춤법과 같으며 합성 자모는 정식 자모로 삼지 않는다. 다만 합성 자모는 다음과 같은 순서로 실려 있다.
ㄲ, ㄸ, ㅃ, ㅆ, ㅉ, ㅐ, ㅔ, ㅚ, ㅟ, ㅒ, ㅖ, ㅘ, ㅝ, ㅙ, ㅞ, ㅢ

### 표기법
한글 맞춤법 통일안에서는 종전의 관습적 표기법을 수정하였으며, 주된 사항은 어중 된소리를 받침과 초성으로 나눠 적지 않고 된소리 자모로 적는 것, ‘ㄹㄹ’ 연속을 발음대로 적는 것, ‘이, 히’가 붙어 구개음화되는 경우에 원래 형태를 밝혀 적는것, 어원이 뚜렷하지 않은 받침소리 [ㄷ]은 ‘ㅅ’으로 적는 것 등이 있다. 이들은 현행 맞춤법과 공통된 내용이다. 한자어 표기에서도 관용적인 표기법이 수정되었으며, 두음 법칙에 따라 어두의 ㄹ, ㄴ을 표기하지 않는 표기법을 이때 함께 정했다. 또 관용음이 통용되는 것에 관해서 관용음대로 적는 것도 현행 맞춤법과 동일하다.
- 오빠 (○) ← 옵바 (×)
- 걸레 (○) ← 걸네 (×)
- 밭이 (○) ← 바치 (×)
- 짓밟다 (○) ← 짇밟다 (×)

또한 현행 맞춤법과 마찬가지로 체언과 조사, 용언 어간과 어미, 접미사를 분리 표기하는 형태주의적 표기법을 채택했다. 형태주의적 표기법은 1930년에 조선 총독부가 정한 ‘언문 철자법’에서도 채택되었으나 일부 표기가 아직 불완전했었다. 한글 맞춤법 통일안에서는 철저한 형태주의로 일관했다. 다음은 현행 맞춤법과의 차이점이다.
- 의문형 어미 ‘-ㄹ까, -ㄹ꼬’를 ‘-ㄹ가, -ㄹ고’로 적었다(제8항). 그러나 이 기술은 제2판(1937년) 이후에 사라졌다.
- 두 글자로 된 받침 표기로 ‘ᇚ’을 인정했다(제11항). 이 표기는 옛말에 쓰는 것인데 현대 국어 표기에는 쓰이지 않았다.
- ‘맞추다’ 등 현행 맞춤법에서 ‘-추-’로 적는 접미사는 ‘맞후다’처럼 ‘-후-’로 적었다(제19항). 이 항목은 1940년 개정판에서 현행 맞춤법과 같이 ‘-추-’로 고쳤다.

한글 맞춤법 통일안에서 합성어의 사이시옷 규정은 현행 맞춤법과 동일하다. 다만 1940년 개정판에서는 된소리화와 [n] 삽입이 일어나는 합성어의 경우 ‘ㅅ’을 한 글자로 표기했는데(담배ㅅ대, 담ㅅ요), 1948년 개정판에서 종전의 표기로 다시 돌아갔다. 참고로 북한에서 1948년에 제정한 《조선어 신철자법》에서는 1940년 개정판의 사이시옷을 사이표(’)로 부호화했으며, 1966년까지 유지되었다.
준말의 경우 ‘하다’가 줄어서 격음화되는 경우의 표기법이 현행 맞춤법과 크게 다르다. 어간과 어미 사이에 한 글자로 ‘ㅎ’을 적는 것을 원칙으로 하면서 어간말에 받침으로 ‘ㅎ’을 적는 것을 허용했다. 그 한편 현행 맞춤법처럼 격음 자모로 적는 것은 인정하지 않았다.
| 원어           | 원칙       | 허용     | 불가     |
| -------------- | ---------- | -------- | -------- |
| 가하다(可하다) | 가ㅎ다     | 갛다     | 가타     |
| 부지런하다     | 부지런ㅎ다 | 부지럲다 | 부지런타 |

### 띄어쓰기
띄어쓰기 규정은 다섯 항목의 간단한 규칙뿐이다. 단어 단위로 띄어쓰되 조사, 어미는 붙여쓴다는 원칙은 현행 맞춤법과 마찬가지지만 다음과 같은 점에서 현행 맞춤법과 차이가 난다.
- 보조 용언은 바로 앞의 용언에 붙여쓴다.
- 의존 명사(단위성 의존 명사 포함)는 바로 앞의 단어에 붙여쓴다.
- 숫자는 10진법에 따라 띄어쓴다.

보조 용언과 의존 명사에 관한 규정은 1948년 개정판부터 띄어쓰도록 바뀌었다.

### 문장 부호
문장 부호에 관해 특징적인 것을 몇 개 들어 본다.
- 구두점은 초판에서 ‘、。’만 인정했으나 1940년 개정판에서 가로쓰기에 맞추어 ‘, .’도 인정했다.
- 따옴표는 초판에서 꺾쇠(「 」, 『 』)만 인정했으나 1940년 개정판에서 가로쓰기에 맞추어 현행 맞춤법과 같은 따옴표 (‘ ’, “ ”)도 인정했다.
- 고유 명사에는 줄을 그었다(세로쓰기에서는 글자 왼쪽에, 가로쓰기에서는 글자 아래쪽에).

## 참고 문헌
- 한글 학회(1989) “한글 맞춤법 통일안(1933~1980) 외래어 표기법 통일안(1940) 우리말 로마자 적기(1984) ”, 서울: 한글 학회

## 같이 보기
- 사정한 조선어 표준말 모음
- 언문 철자법